# 田中トシオ
田中 トシオ（たなか としお、1945年12月24日 - ）は、日本の理容師。ヘアアーティスト、書道家、絵ことば作家、エッセイスト。
新潟県古志郡山古志村（現・長岡市山古志地域）出身。

## 来歴・人物
1962年　東京綜合理容美容専門学校・理容科・美容科卒業。免許取得。1992年　世界理美容選手権（現OMCヘアワールド）において個人３種目及び団体（日本代表）としてすべての種目で金メダルを1度に獲得した。その他競技会入賞歴は後述。
2006年　卓越技能章（現代の名工）受章。2007年　黄綬褒章受章。
2014年　OMC（世界理美容機構）の役員として、選手権のゼネラルコミッショナーや欧米、アジア、南アフリカ等世界各国でセミナー指導。2016年　OMC（世界理美容機構）引退。2018年　OMC（世界理美容機構）殿堂入りを果たす。

## ヘア関連競技会入賞歴
- 1983年　全国理容競技大会で優勝、 第35代日本チャンピオンとなる[2][3]
- 1991年　スイス／チューリッヒ国際大会〈「コマーシャル・イン・ファッション部門」〉 1位、総合2位
- 1991年　フランス／パリ国際大会「クラシカル部門」1位、 ゴールデンローズ賞受賞
- 1992年　オランダ／ユトレヒト国際大会「クラシカル部門」1位、 総合2位
- 1992年　オーストリア国際大会「アーティスティック部門」 3位、 総合3位
- 1992年10月　千葉・幕張メッセで開かれた「第24回世界理美容競技大会／東京大会」では、「アーティスティック部門」、 「スカルプチュアド・クラシカル部門」、 「コマーシャル・イン・ファッション部門」の3部門すべてに個人・団体優勝

## 著作
書道家、エッセイストとしての著作も出版している。またそれら著作物内に描かれる絵も、自作の物も多い。
- 『サインポールのこちら側』（1994年3月　東京綜合理容美容専門学校）
- 『鋏みのひとりごと』（1998年7月　叢文社）ISBN 4794702949
- 『鋏みのひとりごと（改訂増補版）』（2001年6月　叢文社）ISBN 4794703759
- 『続ハサミのひとりごと』（2002年3月　叢文社）ISBN 4794704011
- 『続々はさみのひとりごと』（2004年6月　叢文社）ISBN 4794704941
- 『あったかぁい元気　がんばった人編』ISBN 4794704887
- 『あったかぁい元気　がんばりたい人編—絵ことば』ISBN 4794704895
- 『田中トシオ画文カレンダー』（毎年　アルティーコーポレーション）

## エピソード
- 山古志時代のあだ名は「手ぼっこ」と「チョロ助」、不器用で集中力のない子供時代だった[4]。
- 理容師になるも当初は自分の技術に自信が無く、せめて人並みになりたいとコンテストに挑戦するも、毎年5〜7回出場しても入賞すらせず、36歳まで100敗ぐらいした[5]。
- 37歳の時出場した5回のコンテストに全て優勝し、念願の日本チャンピオンとなる。
- その後世界に挑み、2年間店を休み、一人個人合宿をして365日1日10時間のトレーニングをして、1992年世界理美容選手権にて個人種目3冠及び団体日本チーム金メダル獲得に至った。
- 同業者向けの技術講習会のみならず、異業種や一般人への講演会も精力的にこなし、自らの経験から「どんな不器用でも落ちこぼれでも、自分自身が変われば誰でも成功できる」こと広めている。
- 数多くの弟子を育て、その中から７人の日本チャンピオン、３人の世界チャンピオンを輩出した（2014年現在）。
- お客様には各界著名人も多く、無名だった時代に田中トシオにカットしてもらったら著名になった、といわれる人もいる。
  - カットした日は必ずホームランを打つプロ野球選手
  - 10年も無名だった歌手が日本レコード大賞を獲得
  - 今まで売れなかった芸人が「キングオブコント」で優勝
  - 昔からのお客様である小さな工務店が東証一部上場会社に
- 究極の技術追究は、究極の器具があってこそとの理念のもと、器具メーカーとの共同開発も多く手がけ、理美容ハサミ・櫛・ヘアアイロン・ヘアドライヤー等の開発を手がけている。
- 趣味は釣り。釣って、食べて、飼って、が信条。釣りに出掛ければ必ずその日その場所は晴れると言われる晴れ男。自宅には釣った魚が飼育されている。

## エッセイストとして
- 60歳から本格的に「絵ことば」創作活動
- 「田中トシオ絵ことば原画展」が全国各地で開催されている。
- 「夢は逃げない、自分が夢から逃げるだけ」「夢の大きさに苦しさって比例するんだよね」等多くのことばを発表し続けている。
- 総理主催「桜を見る会」に2011年 (中止)は理容師として、2013年には文化人として招待された。